# Die Todeskandidaten
Die Todeskandidaten (The Condemned) ist ein US-amerikanischer Actionfilm des Regisseurs Scott Wiper aus dem Jahre 2007.

## Handlung
Der skrupellose Multimillionär Ian Breckel will eine Realityshow produzieren, in der zehn zum Tode Verurteilte auf einer einsamen Insel im Südpazifik ums Überleben kämpfen. Die Show soll per Livestream über das Internet einem zahlungswilligen Publikum angeboten werden und dabei die Einschaltquote des letzten Super Bowls von 40 Millionen erreichen. Die Kandidaten hierfür werden von Breckel weltweit aus Gefängnissen „eingekauft“. Unter ihnen befinden sich der psychopathische Brite Ewan McStarley, ein Ex-Soldat, das Pärchen Paco und Rosa, das zusammen Amok gelaufen ist, sowie der amerikanische Ex-Elitesoldat Jack Conrad, der auf einer geheimen Mission festgenommen und, um diplomatische Verwicklungen zu vermeiden, von der Regierung fallen gelassen wurde. Sein einziges Ziel ist die Rückkehr zu seiner Familie, die seit über einem Jahr ohne ein Lebenszeichen von ihm ist.
Breckels Spielregeln sind einfach: Die zehn Kandidaten haben 30 Stunden Zeit, die anderen neun Mitstreiter zu töten. Der letzte Überlebende erhält die Freiheit und einen Geldpreis. Eine Sprengladung, die bei jedem am Bein befestigt wird, soll Fluchtversuche verhindern und die Motivation der Protagonisten steigern, da sie nach Ablauf der Frist explodieren wird. Alle Bewegungen der Auserwählten werden von unzähligen Kameras im Dschungel beobachtet und von Breckels Produktionsteam, das sich in einer abgelegenen Ecke der Insel in einem bewachten Camp befindet, über den Internet-Livestream gesendet.
Die Protagonisten werden vom Hubschrauber an verschiedenen Orten der Insel abgesetzt, wobei der „Italiener“ tödlich verunglückt. Kurz darauf wird der „Deutsche“ von der dunkelhäutigen Yasantwa getötet und der „Russe“ von Conrad. Die übrig gebliebenen bilden notgedrungen Zweierteams, mit Ausnahme von Jack Conrad. McStarley schließt sich mit dem Asiaten Saiga zusammen, der Farbige Kreston mit Yasantwa, und Paco kämpft zusammen mit Rosa.
Während die meisten nur versuchen, zu überleben, machen McStarley und Saiga Jagd auf die anderen. Als beide Paco zwingen, mitanzusehen, wie sie Rosa vergewaltigen und umbringen, kommen einigen Mitarbeitern im Produktionsteam sowie Breckels Freundin Julie die ersten Zweifel an der Moral der Show. Das FBI ist inzwischen ebenfalls aufmerksam geworden, kann jedoch nichts unternehmen, da der Ort des Geschehens unbekannt ist. Währenddessen wird Kreston von Yasantwa hintergangen, die den Sicherungsstift seiner Sprengladung zieht, während sie seinen Nacken massiert. Als Kreston dies bemerkt, ist sie schon weg und er explodiert.
Paco kann McStarley und Saiga entkommen und schließt sich Conrad an. Dieser dringt in das Camp des Produktionsteams ein und kann seiner Freundin Sarah telefonisch einen Teil der Koordinaten der Insel übermitteln, bevor die Verbindung unterbrochen wird und er fliehen muss. Damit die Quote weiter steigt, lässt Breckel McStarley und Saiga Waffen zukommen. Sie finden Paco, schlagen ihn brutal zusammen und verbrennen ihn bei lebendigem Leib. Der Produktionsleiter will daraufhin aussteigen, wird aber von Breckel zum Weitermachen genötigt.
Schließlich wird Yasantwa von McStarley angeschossen und zieht ihren eigenen Sicherungsstift. Conrad schafft es, Saiga zu töten. Im Endkampf an einem Wasserfall wird Conrad von McStarley angeschossen, stürzt ins Wasser und wird davongetragen. Er wird für tot gehalten und McStarley zum Sieger erklärt. Inzwischen erfährt Breckel, dass das FBI die Insel ausfindig gemacht hat und Navy Seals unterwegs sind, um ihn festzunehmen. Er deaktiviert McStarleys Fußfessel, weigert sich jedoch, ihm die Siegesprämie zu zahlen, worauf dieser das gesamte Produktionsteam niedermetzelt. Kurz bevor er auch Julie erschießt, taucht Conrad auf und tötet ihn. Breckel will mit einem Hubschrauber flüchten, den Conrad jedoch mit Julies Hilfe in die Luft jagt, indem er McStarleys reaktivierte Fußbombe hineinwirft.
In der letzten Szene sieht man, wie Conrad zu seiner Familie zurückkehrt.

## Kritiken
Die Kritiken zu dem Film fielen größtenteils schlecht aus. Laut der Webseite Rotten Tomatoes fielen von 100 Kritiken nur 15 % positiv aus.

„[…] Wer sich ‚Die Todeskandidaten‘ freiwillig zu Gemüte führt, dürfte wissen, auf was er sich einlässt und so banal die Handlung auch ist, so unterhaltsam kann sie umgesetzt werden. Gerade in der ersten Hälfte produziert Wiper dann auch schnell ein wunderbares Trashfest, das an die besten Zeiten der ‚Hirn raus, Action rein‘-Unterhaltung erinnert.“

„Drehbuchautor Rob Hedden und Regisseur Scott Wiper bedienen sich äußerst dreist am vieldiskutierten Asiahit Battle Royale, lassen jedoch dessen gesellschaftspolitischen Zündstoff komplett außen vor. Fazit: Nicht ganz so schlimm wie The Marine, doch auch nicht mehr als ein B-Movie-Massenprodukt für die Videothek.“

„Unterhaltsamer Actioner mit kleineren Schwächen. […] ‘Die Todeskandidaten’ ist zwar ein solider Actioner mit einer kompromisslosen Härte, kommt aber leider nicht ohne genreübliche Klischees aus.“

„Stumpfsinniger, drastisch-brutaler Kampffilm nach gängigem, leidlich routiniert angewandtem Action-Schema, dessen Kritik am Internet sowie an der Gewaltlust der Menschen nur Alibifunktion hat.“

## Erwähnenswertes
- Der Film wurde von der WWE Films produziert, einer Gesellschaft der „World Wrestling Entertainment“.
- „Stone Cold“ Steve Austin ist ein ehemaliger WWE-Champion.
- Ursprünglich war die Rolle des „Jack Conrad“ für Vinnie Jones vorgesehen, da WWE sich aber dafür entschied, den Film in eigener Produktion herauszubringen, gaben sie Steve Austin die Hauptrolle.
- Das Lied, welches am Ende des Films gespielt wird, heißt Savin’ Me und stammt von der kanadischen Rockband Nickelback.
- Während der Dreharbeiten spielten sich Steve Austin und Vinnie Jones zahlreiche Streiche, so legte Steve Austin z. B. einmal eine aufblasbare Sex-Puppe sowie fünfzig signierte Autogramme mit seinem Bild darauf in Vinnies Trailer.
- Im November 2015 wurde The Condemned 2 unter der Regie von Roel Reiné veröffentlicht. In tragenden Rollen sind u. a. Randy Orton und Eric Roberts zu sehen.
- Der Film war von 2008 bis Oktober 2019 indiziert.[7] Eine Neuprüfung gab den Film ungeschnitten FSK 18 frei.